# Kivisaari (ö i Finland, Södra Savolax, Pieksämäki, lat 62,15, long 27,62)
Kivisaari är en ö i Finland. Den ligger i sjön Harjärvi och i kommunen Pieksämäki i den ekonomiska regionen  Pieksämäki ekonomiska region  och landskapet Södra Savolax, i den södra delen av landet, 260 km nordost om huvudstaden Helsingfors. Öns area är 1,4 hektar och dess största längd är 190 meter i nord-sydlig riktning.